# Polski dwór szlachecki

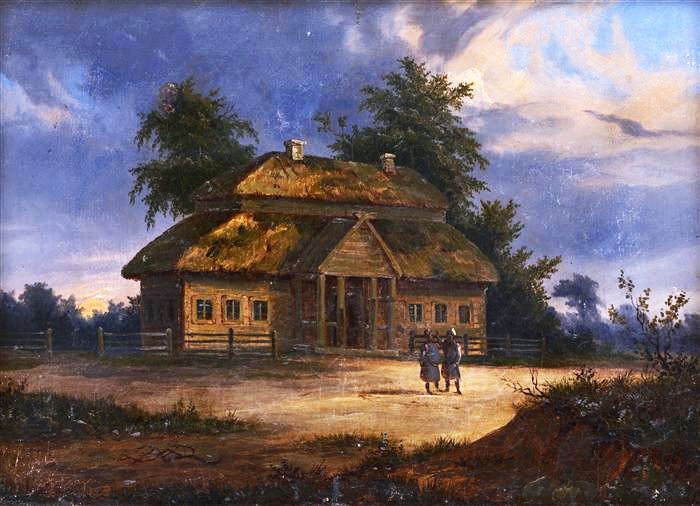
Mereczowszczyzna, dwór Ludwika Tadeusza Kościuszki...

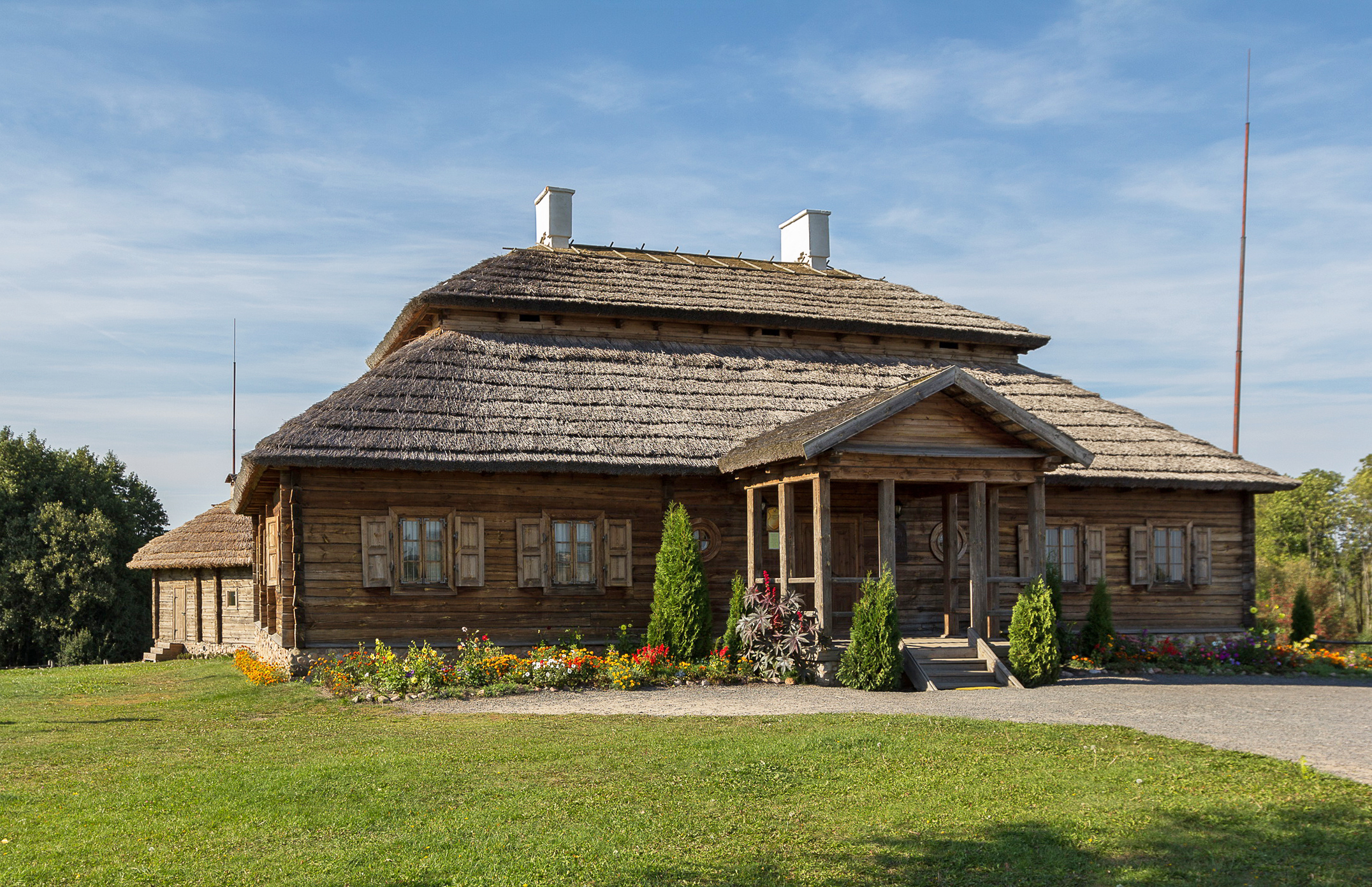
...i jego współczesna rekonstrukcja

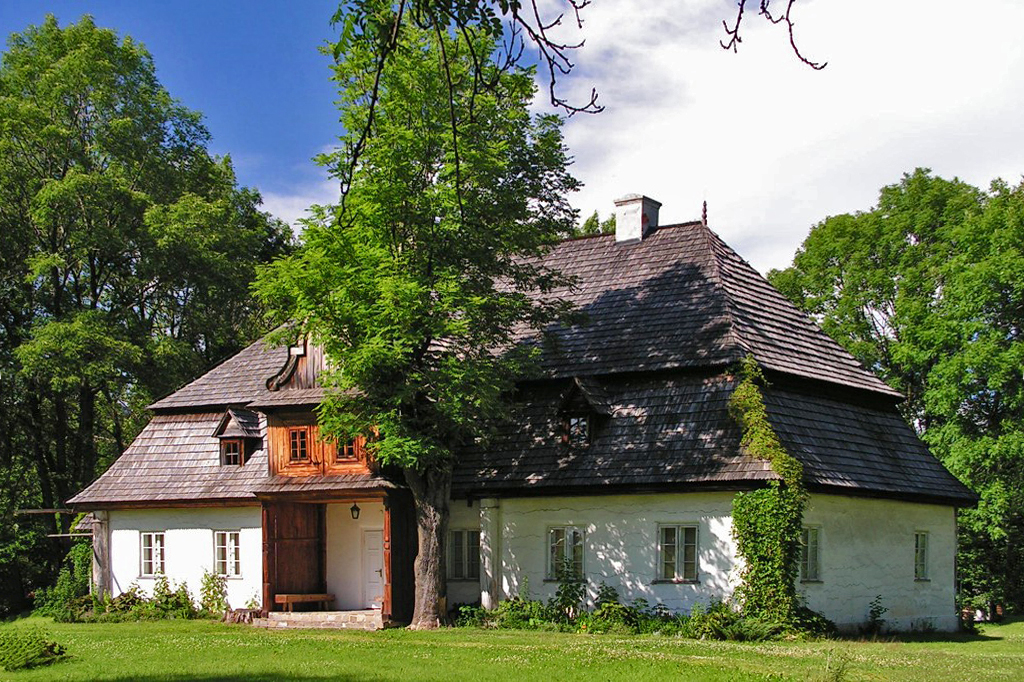
Dwór w Łopusznej

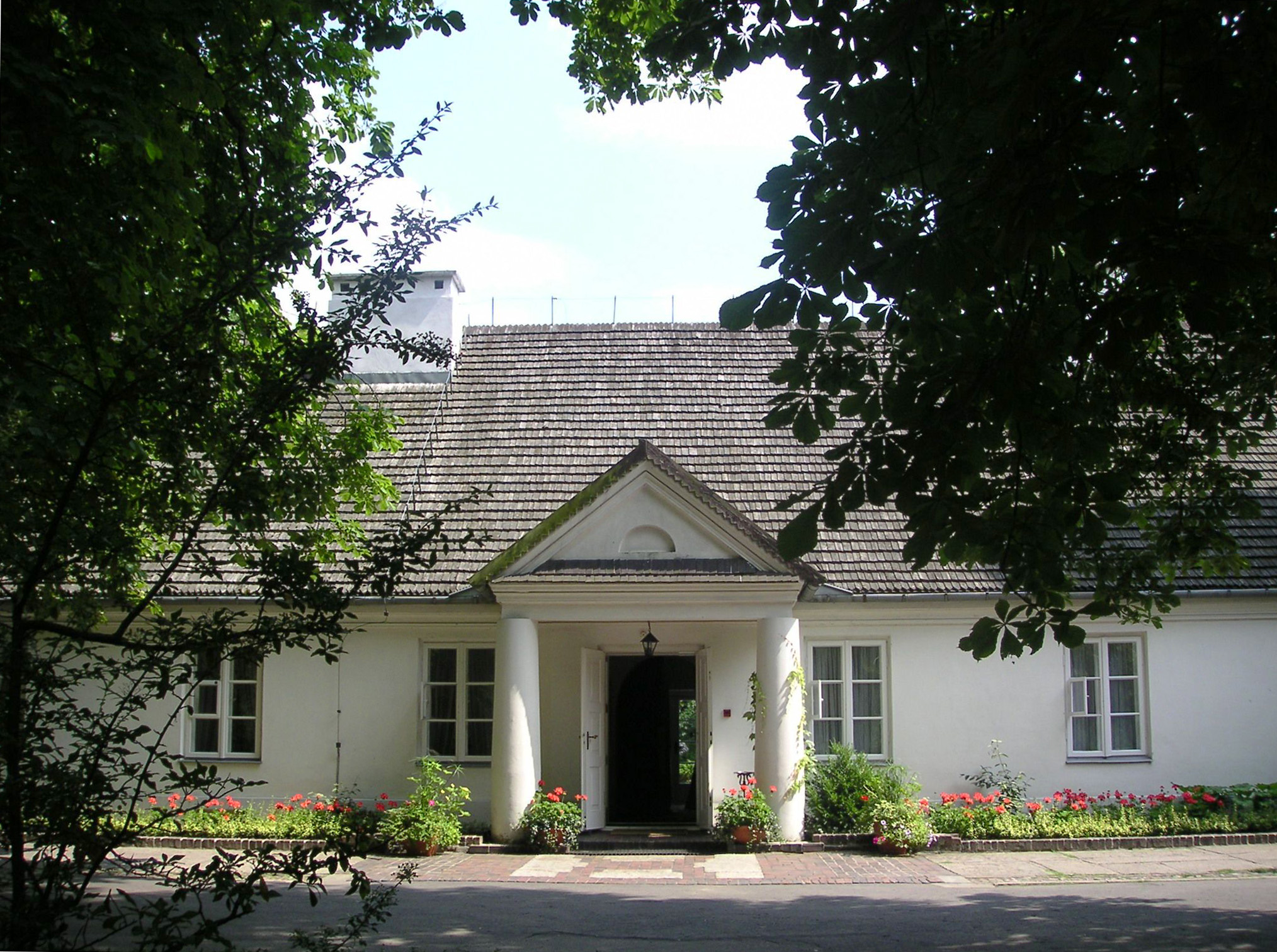
Dwór w Żelazowej Woli, pierwotnie będący oficyną dworską

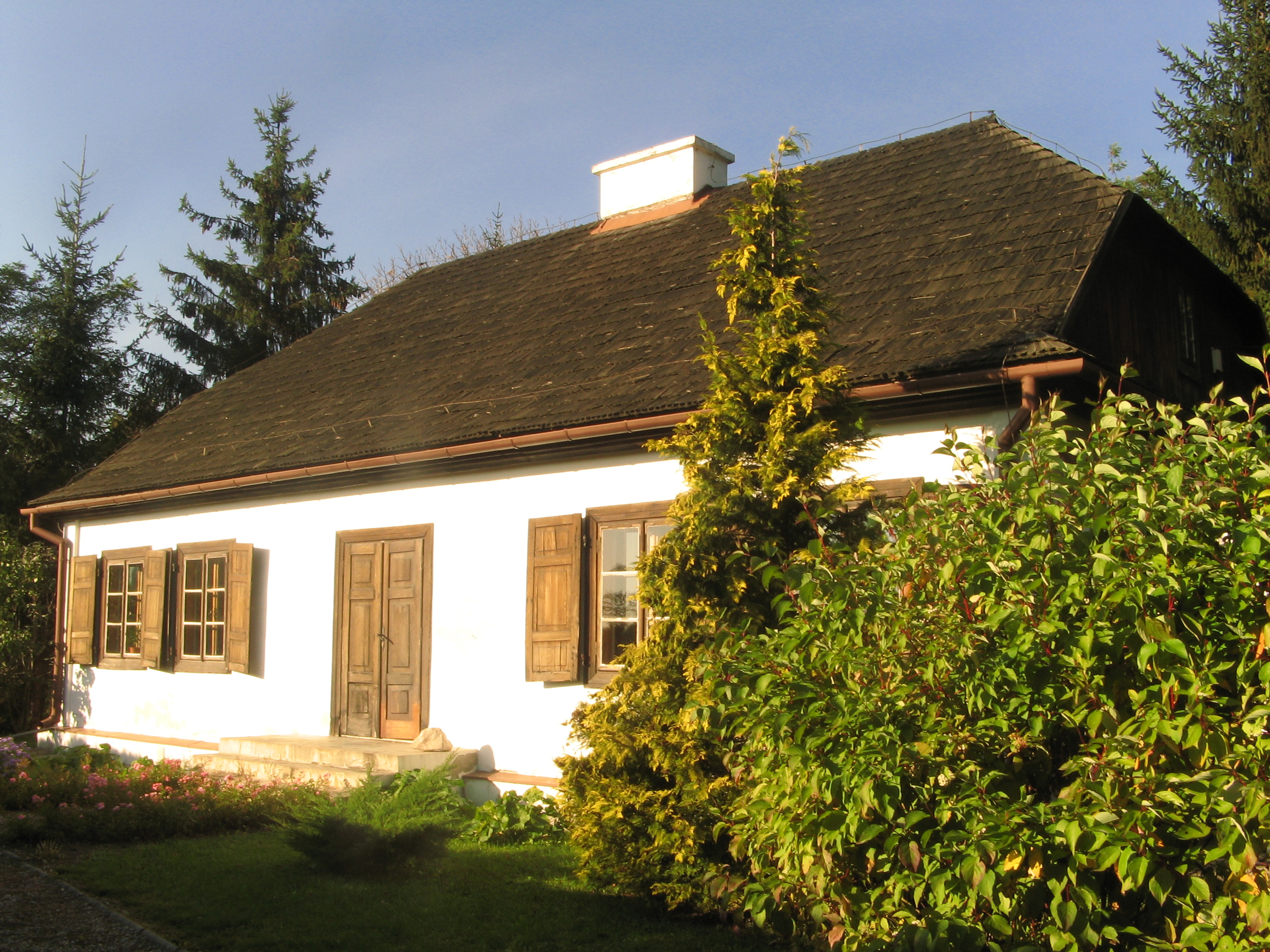
Dworek Wincentego Pola w Lublinie

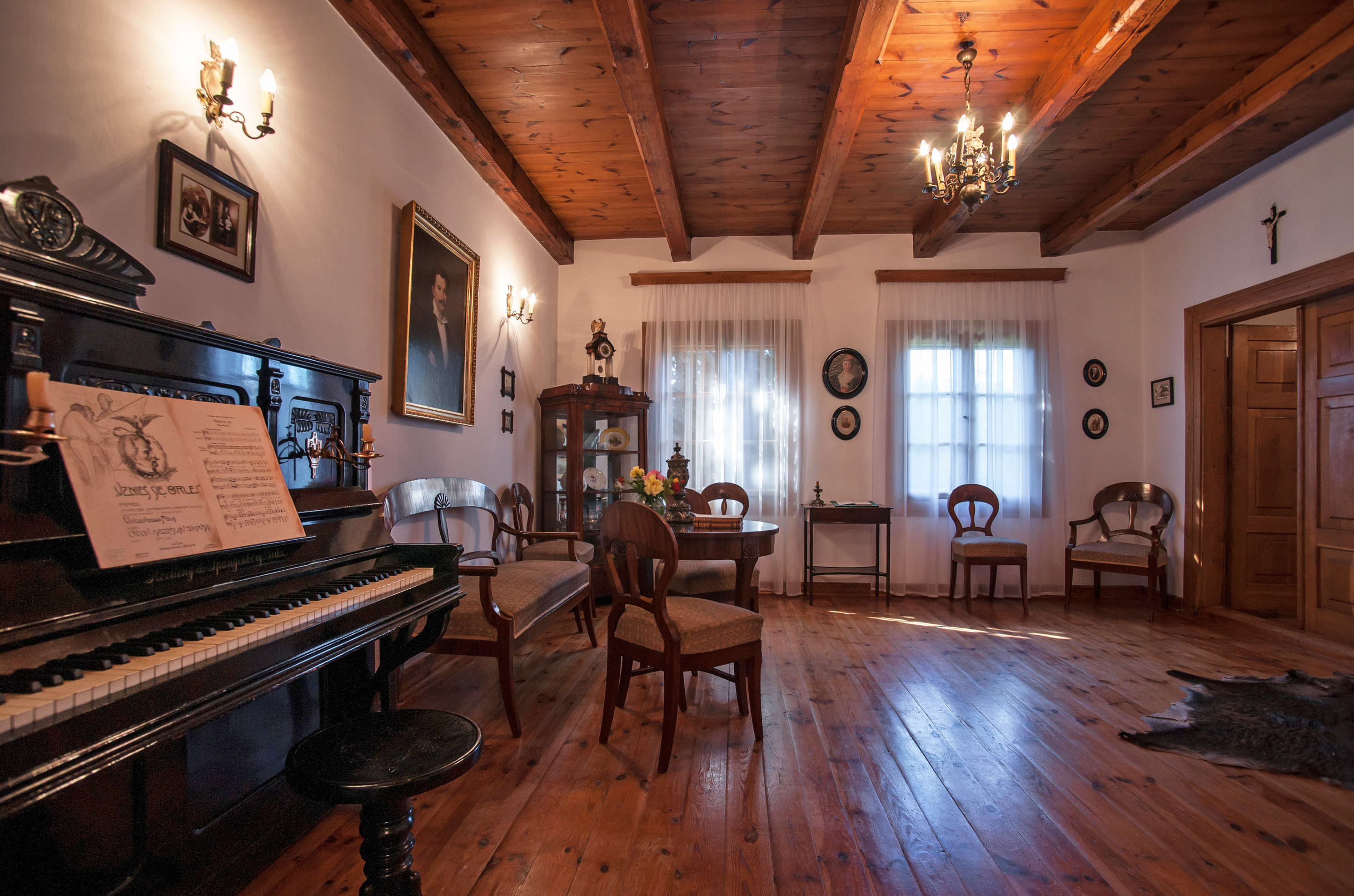
Dworek Wincentego Pola w Lublinie – wnętrze

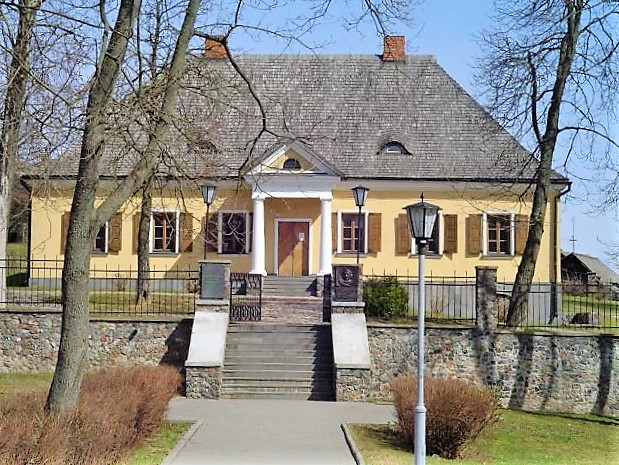
Zrekonstruowany dwór Mickiewiczów w Nowogródku

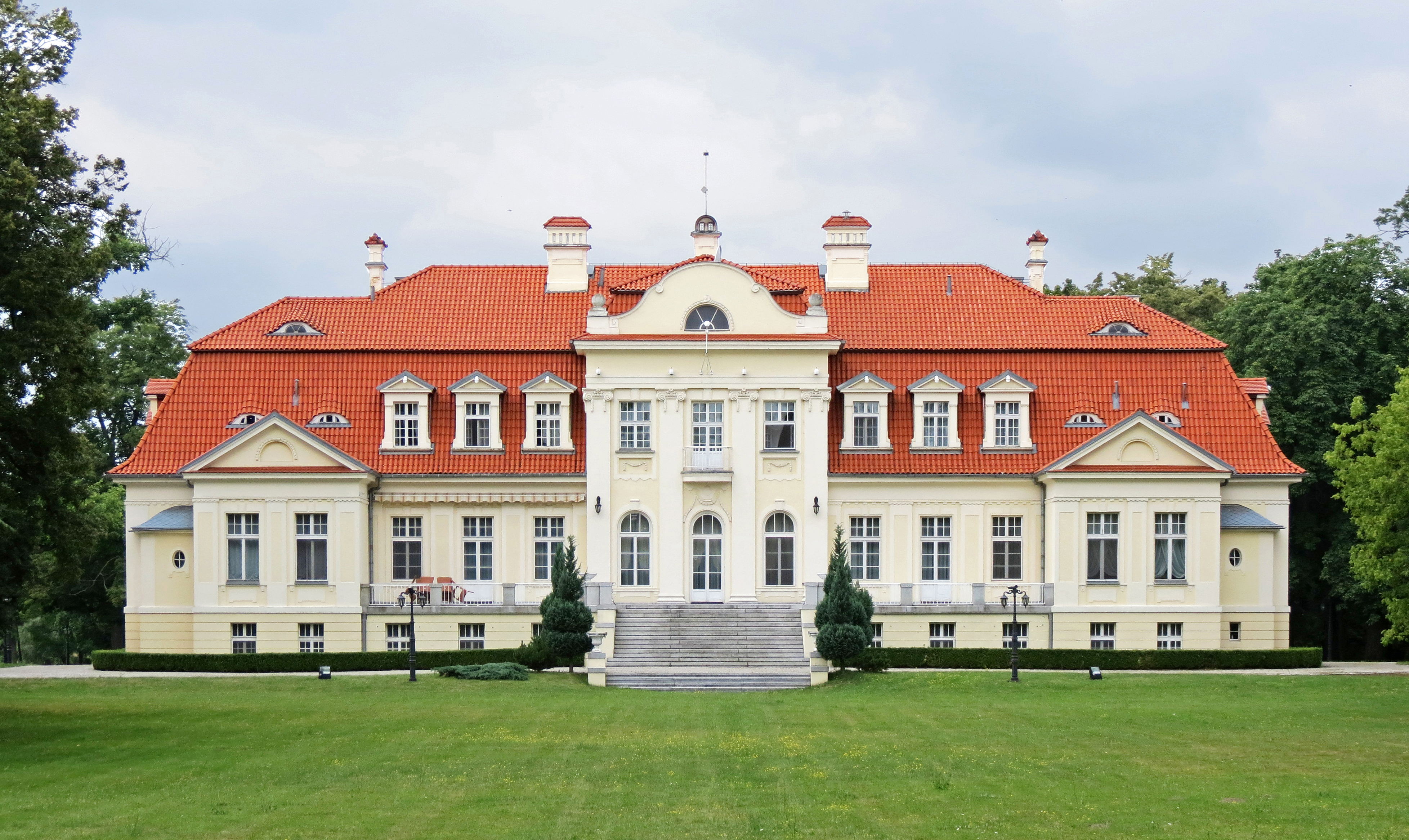
Dwór w Winnej Górze

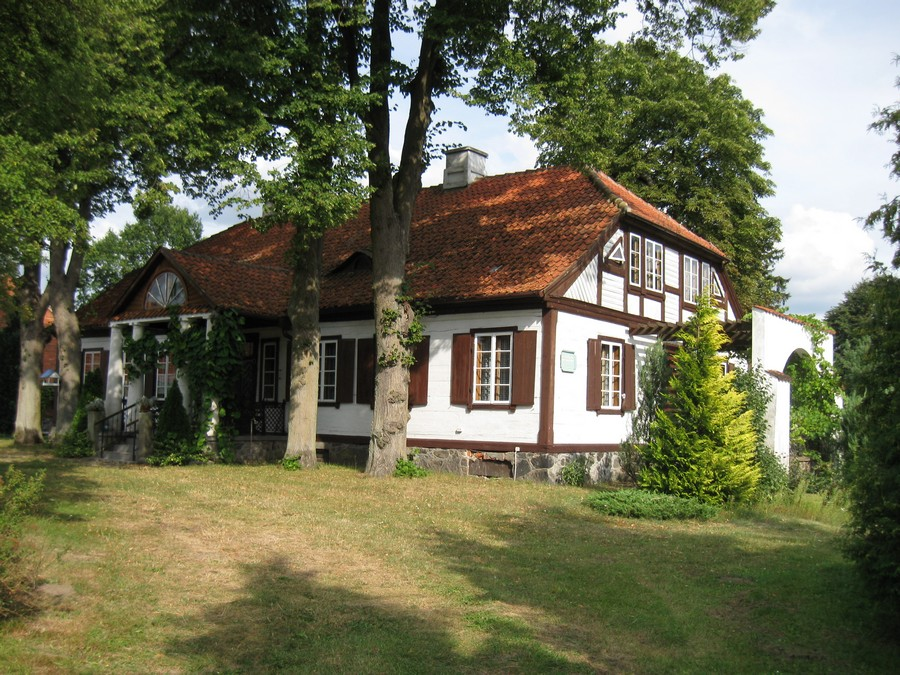
Modrzewiowy dwór w Szteklinie

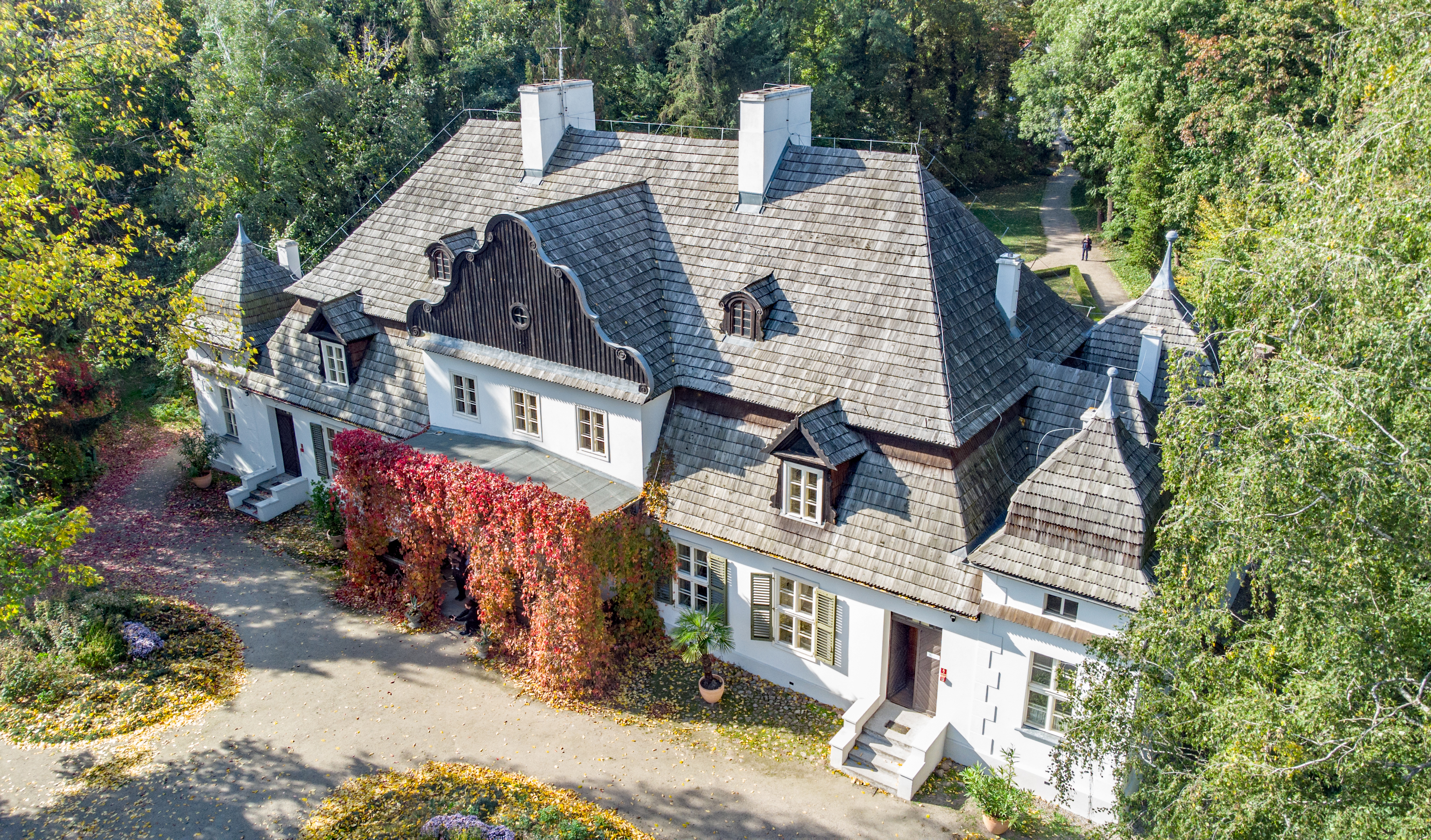
Dwór w Koszutach

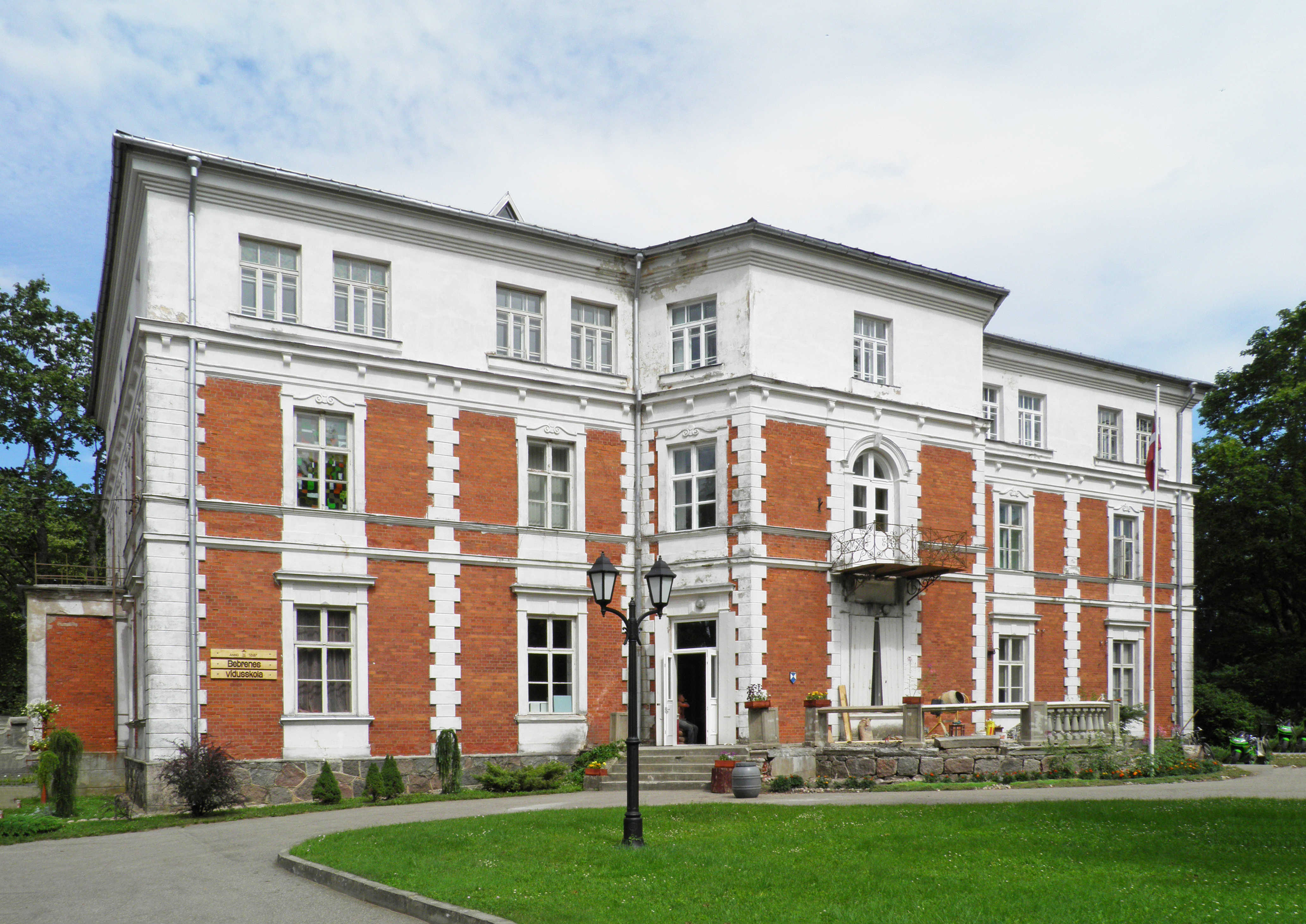
Dwór w Bebrene

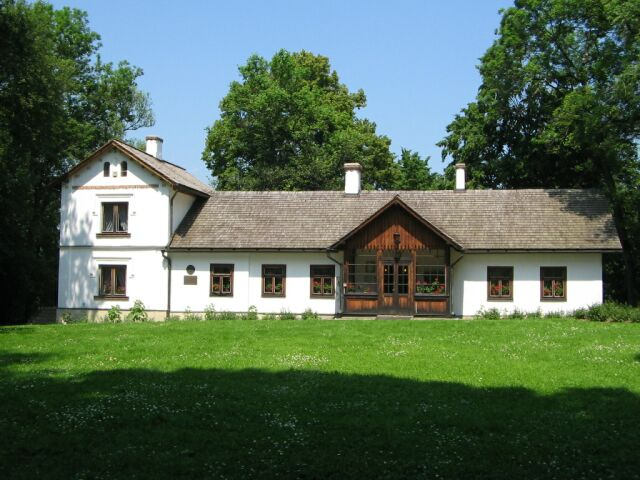
Dwór Marii Konopnickiej w Żarnowcu

Polski dwór szlachecki – dom mieszkalny szlachty polskiej. Forma wykształcona w architekturze polskiej okresu renesansu, przetrwała do lat 20 XX wieku. Polskie dwory szlacheckie znajdują się głównie na obszarze dawnej Rzeczypospolitej Obojga Narodów, obecnie zaś na obszarach sześciu państw, tj. w Polsce, na Litwie, na Łotwie, na Białorusi, na Ukrainie oraz w zachodniej Rosji. Na obszarze współczesnej Polski przetrwało tylko 2,8 tys. dworów (z 12 tys. na tym samym obszarze przed II wojną światową), z czego 2 tys. jest w ruinie. Z 4 tys. dworów na ziemiach wschodnich utraconych przez Polskę w 1945 roku przetrwało około 250 i kilkadziesiąt na wschód od granicy ryskiej. W obu przypadkach większość z nich znajduje się w ruinie.

## Dzieje
W odrodzonej Rzeczypospolitej posiadanie dworu było symbolem prestiżu i przynależności do ludzi zamożnych. W latach 20 XX w. panowała moda na tzw. styl dworkowy, który traktowany był jako emanacja polskości. W stylu dworkowym budowano wille miejskie (np. kolonia oficerska na Żoliborzu, willa Piłsudskiego Milusin w Sulejówku), ale również domy osadników wojskowych na Kresach Wschodnich, stanice Korpusu Ochrony Pogranicza, a nawet dworce kolejowe (dawny, nieistniejący dworzec PKP w Gdyni). W latach 30 XX w. w polskiej architekturze nastąpił powrót do trendów międzynarodowych, czyli modernizmu i funkcjonalizmu. Przed wybuchem II wojny światowej istniało na terenie Rzeczypospolitej około 16 tys. dworów poszlacheckich, z czego – 4 tys. na Kresach Wschodnich.
17 września 1939 roku w wyniku agresji sowieckiej na Rzeczpospolitą na obszarze okupowanym przez ZSRR zagładzie uległo ziemiaństwo jako klasa społeczna. Właściciele majątków byli aresztowani przez funkcjonariuszy NKWD, a następnie mordowani bądź zsyłani na Syberię i do Kazachstanu. Dwory – za wiedzą i zachętą władz sowieckich – zostały ograbione przez okoliczną ludność białoruską lub ukraińską, a następnie podpalone. Podobny proces miał miejsce w okupowanej przez sowietów Litwie (gdzie w zdecydowanej większości właścicielami dworów byli Polacy) oraz na Łotwie, w tzw. Polskich Inflantach, gdzie większość dworów również była w rękach polskiej szlachty, wywodzącej się ze spolonizowanych Niemców bałtyckich.
Pod okupacją niemiecką sytuacja wyglądała dwojako; na terenach wcielonych do Rzeszy właścicieli dworów wywłaszczono, a majątki oddano w ręce Niemców. Na terenie Generalnego Gubernatorstwo prawa własności były w zasadzie szanowane, chyba że udowodniono właścicielom ziemskim współpracę z podziemiem.
W 1944 roku po ponownym wkroczeniu Armii Czerwonej w granice Polski pepeerowcy - komuniści traktowali właścicieli dworów jako wrogów klasowych. Aby zlikwidować ziemiaństwo jako klasę społeczną komunistyczny PKWN wydał tzw. dekret o reformie rolnej. Na jego mocy m.in. ziemia przylegająca do dworów została zabrana bez odszkodowania i sprzedana małorolnym bądź bezrolnym chłopom lub znacjonalizowana. Same dwory zostały upaństwowione. Wywłaszczeni właściciele do połowy lat 60 XX wieku mieli zakaz stałego przebywania w powiecie, gdzie znajdowały się ich dawne majątki. Znacjonalizowane dwory użytkowano w różny sposób przez instytucje, najczęściej jednak oddawane były w gestię lokalnego PGR. Dwory nieremontowane przez wiele lat powoli popadały w ruinę. Znikanie dworów z krajobrazu polskiej wsi, w wielu przypadkach obiektów zabytkowych, komunistyczne władze traktowały z obojętnością, traktując je jako niechciany, materialny symbol dawnej Polski.
Od 1990 roku w następstwie wprowadzenia Planu Leszka Balcerowicza (Planu Liptona i Sachsa) PGR uległy likwidacji. Ich majątek przejęła Agencja Własności Rolnej Skarbu Państwa. Obiekty – w tym dwory – stały puste i w wielu przypadkach zostały zdewastowane. Nieliczne znalazły nowych właścicieli, w wyjątkowych przypadkach zostały odkupione przez potomków dawnych ziemian, bądź też przez nich odzyskane, ale tylko wtedy, kiedy nie podlegały one nacjonalizacji w myśl dekretu komunistycznego PKWN, a mimo to zostały im zabrane. W takich przypadkach stosowne decyzje podejmuje wojewoda, jako organ administracji rządowej w terenie.
Restytucji mienia (czyli tzw. reprywatyzacji) nigdy nie wykonano, gdyż nie było i nie ma odpowiedniej ustawy (w 2001 roku ustawę reprywatyzacyjną uchwaliły Sejm Rzeczypospolitej Polskiej i Senat Rzeczypospolitej Polskiej, ale zawetował Prezydent Polski Aleksander Kwaśniewski).
Polska pozostaje jedynym państwem w całym dawnym bloku sowieckim (stan na dzień: 05.04.2018), gdzie państwo nie oddało w sposób kompleksowy majątków osób prywatnych, skonfiskowanych w Polsce Ludowej.

## Architektura dworów
Dwór obejmował budynek mieszkalny właściciela oraz zabudowania gospodarcze. W XVII wieku wyodrębniono dwór z całego kompleksu budynków – stał się samodzielnym oddzielonym budynkiem mieszkalnym. Po potopie szwedzkim wykształcił się dwór jako parterowy budynek, posiadający plan symetryczny i osiowy – osie zaakcentowane poprzez ganki lub ryzality. Od początku XVI wieku zaczęto stosować dwutraktowy układ pomieszczeń, szeroko rozpowszechniony w czasach późniejszych. W końcu XVI wieku na osi fasady rozpoczęto wznoszenie ozdobnych wieżyczek, mających podnosić funkcje reprezentacyjne budowli. W klasycyzmie para kolumn zastąpiła wejściowy ganek z portykiem z tympanonem, które stały się odtąd wyróżnikiem architektury dworu na tle innych budynków wiejskich. Wewnątrz dworu znajdowało się wiele pokoi – sień, izba stołowa – jadalnia, pokoje gościnne, sypialnie, spiżarnia, a często także prywatna kaplica ze świętymi obrazami.
Dwory budowano początkowo z drewna modrzewiowego na podmurówkach kamiennych lub z cegły i kryto gontem. Często sytuowane na wzniesieniach, w otoczeniu starych drzew. Do dworu w okresie renesansu wchodziło się zazwyczaj z ganków krytych daszkiem opartym na słupach, a prostokątna bryła miała dobudowane alkierze. Południowa fasada dworu zawsze zorientowana była na godzinę 11:00, tak aby słońce oświetlało wszystkie ściany domu, w okresie od kwietnia do września. W okresie baroku zaczęto stosować łamany dach zwany polskim, a także dach mansardowy. Alkierze zastąpiono ryzalitami. W XVIII w. początkowo w zachodniej części Rzeczypospolitej normą stały się dwory murowane, budowane niemal wyłącznie z cegły, tynkowane i bielone, pokryte czerwoną dachówką. W XIX na całym obszarze dawnej Rzeczypospolitej budowano już dwory przeważnie murowane.

## Budynki dworskie
W skład zespołów dworskich mogło wchodzić wiele budynków i innych obiektów o różnorodnym przeznaczeniu. Ich liczba oraz rodzaj zmieniały się na przestrzeni lat razem z funkcjami jakie pełnił dwór. Najbardziej znaczące to:
- brama wraz z ogrodzeniem
- czworak
- folwark
- figura świętych
- gołębnik
- kaplica grobowa lub mszalna
- lamus
- obora
- oficyna
- oranżeria
- altana lub pawilon ogrodowy
- piwnica
- pralnia
- sad
- spichlerz
- stajnia

- stodoła
- stolarnia(inne języki)
- studnia
- rządcówka
- wały ziemne
- wiadukt

Dodatkowymi elementami zespołów dworskich były parki lub też zespoły zieleni i stawy z wyspą. Oprócz funkcji czysto ozdobnych czy rekreacyjnych, zakładano w nich także warzywniki.

## Wyposażenie wnętrz
Podstawowymi sprzętami były ławy obiegające jadalnię, stoły (często malowane na zielono), zydle (stołki) – wykonywane z drewna lipowego. Wyposażenie stanowiły też: kredens, almaria (szafa), sepet (skrzynia), kantor (sekretarz), apteczka. Meble często były intarsjowane lub inkrustowane, bogato rzeźbione, malowane i okuwane. Zamożniejsza szlachta sprowadzała rzeźbione meble z Gdańska oraz krzesła wyścielane miękką materią. Ściany chętnie ozdabiano kobiercami (z Imperium Osmańskiego lub Persji misternie tkanymi dywanami), makatami, kołtrynami, a także malowano w kwiatony, drzewa, umieszczano alegorie historyczno-moralne. Wieszano też rodowe herby i portrety przodków, zwierciadła, bogato zdobioną broń, trofea myśliwskie, czyli poroża zabitych jeleni i wypchane łby dzików. Podłogi wykonywano z tarcic sosnowych lub dębowych.
Pierwsze parkiety pojawiają się za Sasów. Stropy były belkowe nie zakrywane ze zdobionym siestrzanem ze zwieszonymi ze środka meluzynami z poroży jelenia lub mosiężnymi koronami. Do wyposażenia domów należały także piece budowane z cegły, kamienia, alabastru, polewanych i malowanych kafli. Okna szklone były jedynie w zamożnych domach tak zwanym szkłem weneckim, w pozostałych dworach były to małe okrągłe szybki oprawiane ołowiem lub woskowana błona pergaminowa, a czasem nawet papier.

## Dwory w sztuce

### Literatura
Jan Chryzostom Pasek, Jan Kochanowski, Mikołaj Rej, Adam Mickiewicz, Maria Rodziewiczówna, Kornel Makuszyński, Witold Gombrowicz, Zbigniew Nienacki w swojej twórczości opisywali życie w polskich dworach.

### Malarstwo
Bronisława Rychter-Janowska, Jadwiga Tetmajer-Naimska, Stanisław Korzeniewski, Mieczysław Korwin Piotrowski, Jan Skotnicki, Stefan Sonnewend i Michał Gorstkin-Wywiórski malowali dwory, kolekcja ich obrazów znajduje się w Muzeum Okręgowym w Lesznie.

### Architektura
Do ciekawych elementów architektonicznych, których użycie można zobaczyć w budynkach dworskich należą:
- alkierz
- attyka
- ganek
- kolumny portyku
- podmurówka
- portal
- przyziemia
- ryzalit
- sgraffito
- wykusz